# Gary Peters
Gary Charles Peters (* 1. prosince 1958, Pontiac, Michigan) je americký politik za Demokratickou stranu. Od roku 2015 je senátorem USA za stát Michigan. V letech 2009–2015 byl poslancem Sněmovny reprezentantů, v níž zastupoval Michigan za 9. a 14. kongresový okres.
Peters po studiích působil v námořnictvu, poté pracoval jako investiční poradce a univerzitní profesor. Ve volbách v roce 2008 byl zvolen poslancem do Sněmovny reprezentantů a ve volbách v roce 2014 senátorem. Peters je umírněným politikem, v mnoha projektech podporoval prezidenta Baracka Obamu, včetně reformy zdravotnictví. V senátu je členem výborů pro vnitřní bezpečnost a obchod.